# Уади Фира
Уади Фира (на френски: Wadi Fira) е регион в западната част на Чад, намира се на територията на бившата префектура Билтин, общата площ на региона е 46 850 км2. Административен център е град Билтин.
От март 2007 година губернатор е Умар Борку. Регионите Уади Фира, както и Уадаи са обект на чести атаки на судански бунтовници.

## Административно деление
Регионът се дели на 3 департамента и 10 подпрефектури.
| Департамент | Столица | Под-префектури                   |
| ----------- | ------- | -------------------------------- |
| Билтин      | Билтин  | Ам Зоер, Арада, Билтин, Мата     |
| Дар Тама    | Гереда  | Гереда, Колонга, Сирим Бирке     |
| Кобе        | Ириба   | Ириба, Матаджана, Тине Джарабара |

## Население
По данни от 2007 година населението на региона възлиза на 262 000 души, средната гъстотата е 5.6 души/км2.
По данни от 2009 година населението на региона възлиза на 508 383 души.